# And Along Came Jones
And Along Came Jones è un album in studio del cantante statunitense George Jones, pubblicato nel 1991.

## Tracce
1. Where the Tall Grass Grows – 3:16 (Randy Boudreaux, Kerry Kurt Phillips, Andy Spooner)
2. Honky Tonk Myself to Death – 2:28 (Max D. Barnes)
3. Angels Don't Fly – 3:20 (John R. Fountain, William J. Webb)
4. You Couldn't Get the Picture – 3:35 (Chuck Harter)
5. Come Home to Me – 3:33 (Dobie Gray, Tom Lazaros, Bud Reneau)
6. Heckel and Jeckel – 3:28 (Max D. Barnes)
7. I Don't Go Back Anymore – 3:15 (Mike Reid, Troy Seals)
8. You Done Me Wrong – 2:27 (George Jones, Shirley Jones, Ray Price)
9. King of the Mountain – 3:27 (Larry Boone, Paul Nelson)
10. She Loved a Lot in Her Time – 3:12 (Randy Boudreaux, Sam Hogin, Kim Williams)